# Inés Marful
Inés Gloria Marful Amor (Mieres, 1961) es una escritora y artista visual española.

## Vida
Inés Marful es Doctora en Literatura Española y Filosofía y ha sido profesora de Teoría Literaria en las universidades de Oviedo, Valladolid y Texas.
A partir del año 1999 ejerció como asesora en diversos gabinetes políticos y se incorporó al mundo de la prensa como reportera y columnista.
En diciembre de 2009 fue nombrada Directora de Gabinete y Medios de Comunicación de la Consejería de Medio Ambiente, Planificación Territorial, Agricultura y Pesca del Gobierno vasco.

## Obras
- Lorca y sus dobles: interpretación psicoanalítica de la obra dramática y dibujística (1991) ISBN 3-928064-25-8[3]
- Te sucederá lo que al río en primavera Premio 75 Años de Voz (1998) ISBN 9788489770416
- Cuatro cuentos de amor y el intocable absurdo (2008). Premio de Novela Casino de Mieres ISBN 978-84-8367-127-6
- Instrucciones para olvidar (2008) ISBN 978-84-8805-261-2

### Exposiciones
Junto con Su Alonso ha organizado varias exposiciones fotográficas:
- Palabras para un rostro
- Re-action
- Re-action: genealogía y contracanon[4]